# Jes Peter Asmussen
Jes Peter Asmussen (2. november 1928 i Aabenraa – 5. august 2002) var dansk teolog og filolog. Han var professor i iransk filologi ved Københavns Universitet fra 1967 – 1998.

## Biografi
Jes Peter Asmussen blev født i Aabenraa i 1928 og flyttede i 1948 til København for at studere teologi og blev cand.theol. med udmærkelse i 1954. Han begyndte allerede under teologistudiet at studere iranske sprog, ligesom han også læste bl.a. grønlandsk. Han aftjente da også sin værnepligt, som orlogspræst, på Grønland, et sted der bl.a. havde hans interesse pga. det rige fugleliv – Asmussen havde en livslang interesse for ornitologi.
I 1960 blev han tilknyttet iransk ved Københavns Universitet, hvor Kaj Barr da havde professoratet. Asmussen overtog professoratet i iransk filologi efter Barr i 1967 og viede bl.a. en stor del af sit virke til forskning i jødisk-persisk. I Asmussens tid som professor skiftede faget navn fra "iransk filologi" til "persisk sprog og kultur", hvilket måske kunne tyde på, at Asmussen så filologien som middel (lig Arthur Christensen) mere end mål (Kaj Barr).
Asmussen kunne efter sigende omkring 70 sprog. Han virkede også som censor ved universitetet i bl.a. bibelsk-hebraisk, arabisk, finsk og sanskrit.
Han var medlem af Videnskabernes Selskab og æresdoktor ved universitetet i Lund, han modtog flere priser og blev desuden Ridder af Dannebrog.